# Leonidas Proaño
Leonidas Proaño (San Antonio de Ibarra, Equador, 1910 – Quito 1988), sacerdot i teòleg equatorià, bisbe de Riobamba (1954 – 1985), candidat al premi Nobel de la pau i considerat un dels representants més destacats a l'Equador de la teologia de l'alliberament.;
Fou ordenat sacerdot el 1936 i aviat s'interessà per les tendències més avançades en la doctrina social de l'església catòlica. Dins la diòcesi d'Ibarra creà la Juventud Obrera Cristiana i posteriorment fou nomenat bisbe de Riobamba el 1954.
Des de la seva càtedra riobambenya lluità constantment per introduir la justícia social en les relacions amb els indígenes, per promoure el seu accés a la vida pública i al poder polític (fou llavors que començà a ser conegut com «el bisbe dels indis») i adoptà amb entusiasme les tesis de la teologia de l'alliberament. El 1960 creà les Escuelas Radiofónicas Populares, amb un clar objectiu educador. El 1962 creà el Centro de Estudios y Acción Social per contribuir al desenvolupament de les comunitats indígenes.
El 1973 fou acusat de guerriller i s'hagué de presentar a Roma, però fou absolt de totes les acusacions, malgrat que el 1976 fou empresonat durant la dictadura de Guillermo Rodríguez Lara. El 1985 renuncià al bisbat i fou nomenat president de la Pastoral Indígena.;

## Escrits
- Rupito (1953)
- Creo en el Hombre y en la Comunidad (1977)
- El Evangelio Subversivo (1987)
- Concienciación, Evangelización y Política (1987)